# Charaxes bohemani
Charaxes bohemani är en fjärilsart som beskrevs av Felder 1859. Charaxes bohemani ingår i släktet Charaxes och familjen praktfjärilar. Inga underarter finns listade i Catalogue of Life.

## Bildgalleri

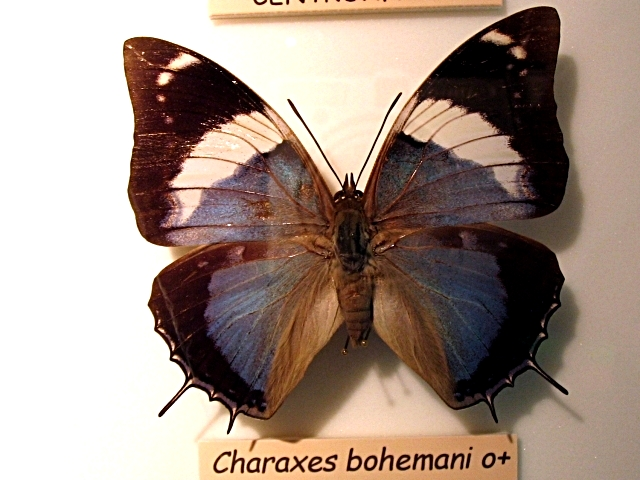